# 大木家資料
大木家資料（おおきけ しりょう）は、山梨県甲府市の商家・大木家に伝来した資料群。近世から近代にいたる歴史資料・民俗資料・美術資料から構成され、美術資料は特に大木コレクションと呼ばれる。
大木家に所蔵されていた古文書・古記録類（大木家文書）や、民具・民俗資料、歴代当主の収集した安土桃山時代から近代に至る美術資料や茶道関係資料など、総点数1万点以上の資料群である。
1990年（平成2年）に9代当主夫人から山梨県に寄贈され、山梨県立美術館に収蔵され、一部の資料の整理が行われる。現在は近世美術資料や歴史・民俗資料・一部の美術資料が山梨県立博物館に、日本画など近代美術資料が山梨県立美術館に収蔵されている。美術資料は「大木コレクション」の名で呼ばれているが、統一的意思で蒐集されたものではなく、歴代当主がそれぞれに蒐集したものの集成である。
1992年（平成4年）には山梨県立美術館において企画展『大木コレクションの名品』が開催され、大木家の美術資料が紹介された。2012年には山梨県立博物館で企画展「おふどうを名乗った家 豪商 大木家の350年」が開催され、民俗資料を中心に大木家資料が体系的に紹介された。

## 大木家の歴史

### 大木家の起源と江戸時代の活動

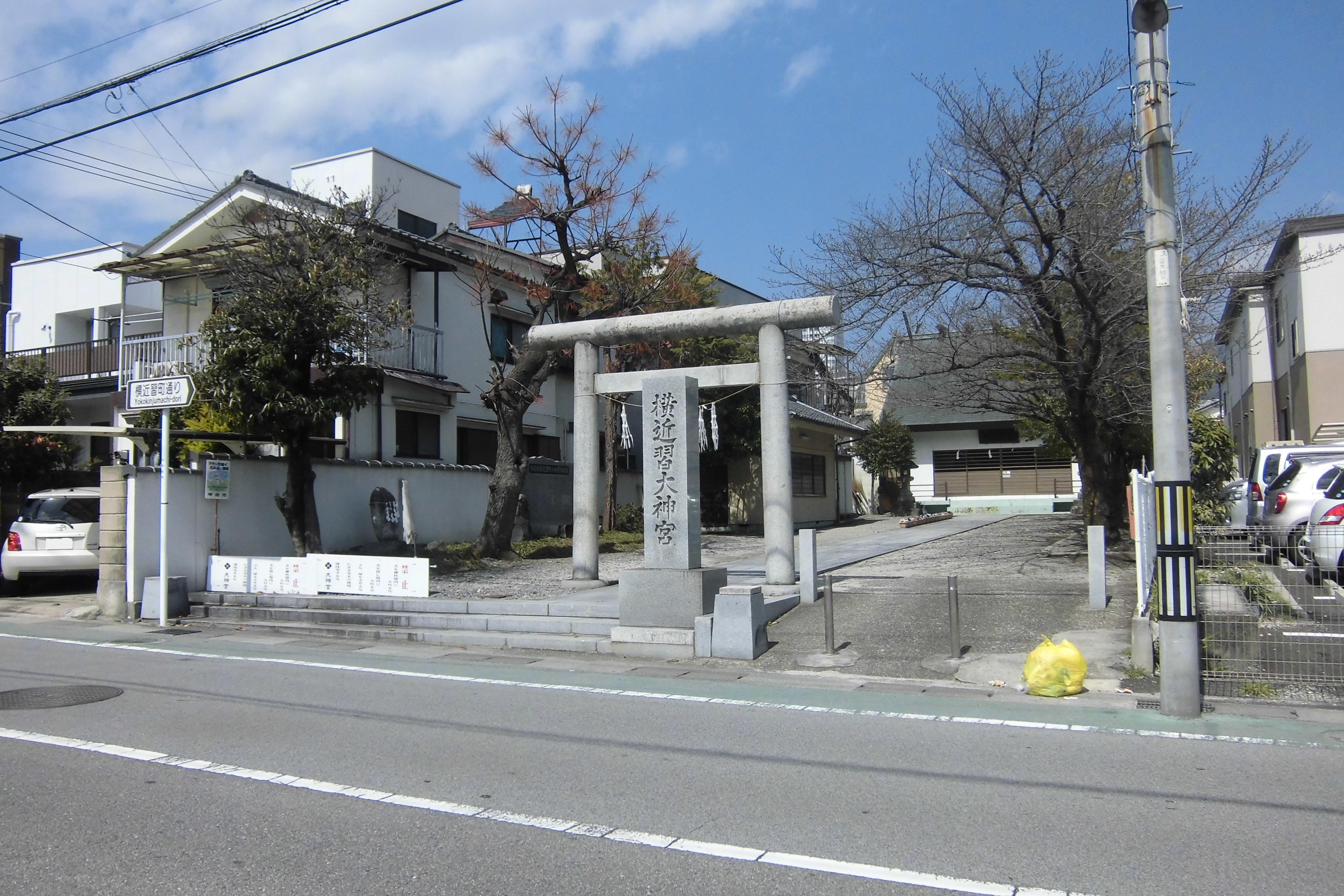
横近習大神宮

大木家は甲府横近習町（甲府市中央二丁目）に所在した。大木家が本店を構えた横近習町は『裏見寒話』「府中一のよき所」と記された八日町に近く、江戸後期における甲府城下の政治的・経済的中心地に近い。西隣には節分祭で知られる横近習大明神が所在し、大木家は同社の世話役を務めている。また、甲府市相生の光沢寺の檀家総代、甲府市中央の甲斐奈神社の氏子総代を務めるなど、地域の信仰にも携わっていた。
甲斐国では戦国期に甲府が政治的・経済的中心地となり城下町が形成され、近世には甲府城が築城され引き続き甲府は政治的中心地となるが、城下町は従来の古府中に対し甲府城内郭東に三ノ堀に囲郭された新府中が形成された。
また、近世には甲府城下を通過する甲州街道が整備されると甲州産物が江戸へ輸送され甲府商人が成長し、甲州街道を通じて多くの文人が甲斐を訪れ江戸文化が移入された。甲府は御獄昇仙峡などの名所を有するため文人が逗留し、甲府商人は町人文化の担い手となった。
大木家は遠祖が三河国出身と言われ、江戸初期の寛文年間には初代彦右衛門（寛永8年（1668年）没）が甲府へ移住し高利貸業を営み、御用商人として苗字帯刀を許されている。後に高利貸業から呉服商に改め、横近習町に店を構え屋号を「井筒屋」とした。天保年間には不動明王に因み屋号を「おふどう」に改め、大木家資料には江戸時代の不動明王像が伝来している。
江戸中期に甲斐国一円は再び幕府直轄領化され甲府町方は甲府勤番支配となるが、この頃に大木家は有力な甲府商人に成長している。大木家ら甲府商人は豊富な経済力を背景に初代歌川広重ら江戸から著名な浮世絵師を招いているが、天保12年（1841年）には初代広重が甲府道祖神祭礼の幕絵製作のため甲府を訪れて、緑町一丁目（甲府市若松町）に滞在し幕絵をはじめ数多くの作品を手がけている。
幕末の横浜開港から明治初期の山梨県主導の殖産興業政策を受けて、甲州商人は製糸業を足がかりに山梨県内の政財界・文化界のみならず中央経済界へ進出し、郷土意識による緩やかな資本連合を形成した甲州系資本は甲州財閥と称された。若尾逸平や根津嘉一郎らを筆頭とする甲州財閥は大木家などの豪農商層の資本も動員して公共事業へ経営参画し、明治中期から大正期にかけて経済界をはじめ政界へも進出し、美術品を蒐集するなど文化事業も行った。

### 近代の大木家
近代の大木家は七代当主・喬命と八代当主・喬策の時代で、喬命は甲州財閥の一人として知られる。大木喬命（おおき きょうめい、1852年11月26日（嘉永5年10月15日） - 1926年（大正15年）11月30日）は六代・喜右衛門の子として生まれる。1873年（明治6年）に甲府柳町の山本金左衛門の娘・保代を妻に迎えている。喬命は家業においては織物工場を開設して羽二重の生産をはじめたほか、実業界へも進出する。1874年（明治7年）に甲府で工業振興を目的に貸付を行う興益社が設立される。喬命はこれに出資し、社長は栗原信近であるが、喬命は若尾逸平や名取忠文、風間伊七らと役員となる。1877年（明治10年）には興益社が改称されて第十国立銀行が設立され、翌1878年（明治11年）には取締役に選任される。1879年（明治12年）の県会議員選挙で当選し、第一県会において県会議員となる。同年には小田切謙明・依田孝らと私学校「進徳社」を設立する。
1895年（明治28年）には甲府三日町に有信貯蓄銀行（後の有信銀行）を開業したほか、山梨馬車鉄道株式会社、甲府電力株式会社の取締役も務める。有信銀行は市川大門村の依田孝や甲府和田平町の寺田喜平治、甲府柳町で「十一屋」を営む野口正章など山梨県内の地主・有力商家により結成された親睦団体である「有信会」の会員を発起人として開業され、喬命は風間伊七、根津嘉一郎、内藤宇兵衛らの筆頭株主を抑えて頭取に就任した。有信銀行は郡内織の生産地であった谷村（都留市）・大月（大月市）にも支店を開業し、明治期の山梨県の主要産業である製糸業に特化して貸付を行うことで、若尾銀行、第十国立銀行に次ぐ地位を築いた。
1908年（明治41年）には若尾財閥の若尾民造、第十銀行頭取の佐竹作太郎らと甲府商業会議所を設立し、喬命は副会頭となる。1915年（大正4年）には第12回衆議院議員総選挙において当選し、衆議院議員となる。
大木家資料には堤竜雄による1914年（大正3年）筆の喬命肖像が伝わっている。娘婿に黒田清秀、久能木慎治、丸茂平兵衛（山梨多額納税者）、七男・七朗の岳父に矢崎貢がいる。
八代当主・喬策は1874年（明治7年）出生。1900年（明治33年）には甲府柳町の山田彌兵衛の娘・千代を妻とする。喬命没後の昭和初年におふどう呉服店の桜町出張所を開店する。桜町出張所は1929年（昭和4年）の失火で焼失するが、1933年（昭和8年）に再建する。1943年（昭和18年）には時勢の悪化によりおふどう呉服店を閉店する。喬策は甲斐犬を飼育しており、1932年（昭和7年）には甲斐犬展覧会で愛犬の「ケン号」が知事賞を受賞しており、1935年（昭和10年）にはケン号を北白川宮に献上している。

## 大木家の歴史資料
大木家には経営帳簿や証文類など店の経営に関する文書や、家政に関する文書などの大木家文書が伝来している。

## 大木家の美術資料

### 江戸時代前期の美術資料
江戸初期には大木家資料の中核である狩野休円「唐美人図」など狩野派の絵画作品があるが、江戸初期は甲府徳川家・柳沢氏の統治した甲府藩政時代で甲府城の整備が続けられており、狩野派の作品のなかには「撫子図」「耕作図」など、もとは甲府城に関係する襖絵であったと考えられている屏風絵も含まれている。
また、書跡では沢庵宗彭や松井堂昭、柳沢家臣の荻生徂徠、悦峯道章（えっぽう どうしょう）など柳沢氏に関係する書がある。悦峯道章は甲府市岩窪町に所在した柳沢家の菩提寺である黄檗宗寺院・永慶寺の初代住職。永慶寺は享保9年に柳沢家の大和郡山藩転封に際して奈良県大和郡山市永慶寺町に移転される。

### 歌川広重と関係資料

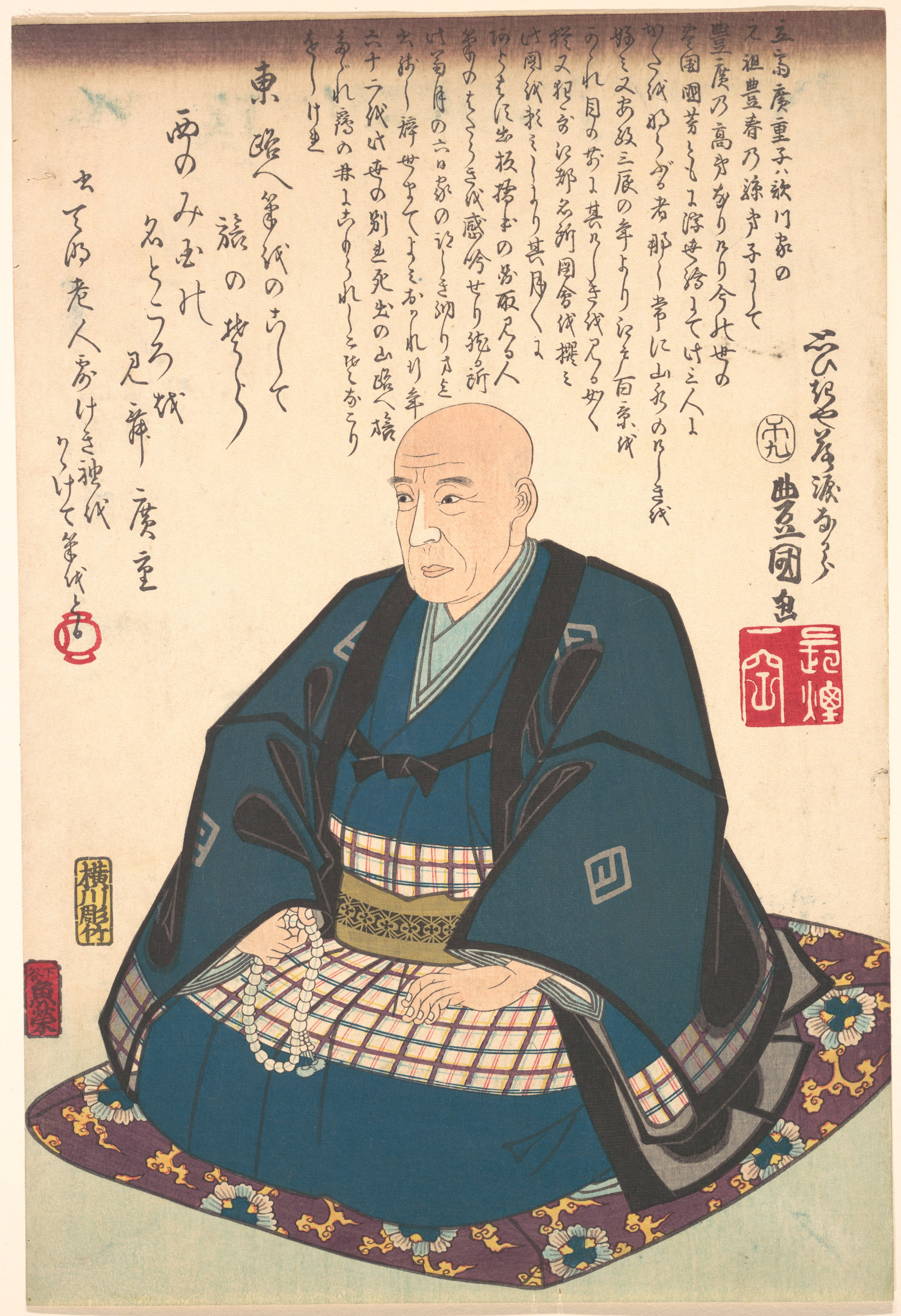
初代歌川広重肖像（3代豊国・筆）

天保12年（1841年）4月・11月には江戸の浮世絵師・初代歌川広重が甲府町人から依頼された甲府道祖神祭礼の幕絵制作のため、甲府城下を訪れる。広重は甲州紀行を『甲州日記』として記録している。広重は緑町一丁目（甲府市若松町）に滞在し、『甲州日記』によれば広重は甲府町人の求めに応じて、屏風絵・襖絵など多くの作品を制作していたことを記録しているが、1945年7月6日 - 7月7日の甲府空襲において甲府商家の多くは焼失している。また、『甲州日記』には甲斐国各地の名所がスケッチされ、これらも広重作品に活用されている
『甲州日記』には記録されていないが広重は大木家にも来訪していたと考えられており、大木家には広重が天保12年頃に描いたと考えられている大木家当主夫妻の肖像「五代目大木喜右衛門夫妻像」が残されている。絹本着色。寸法は縦98.7センチメートル、横35.1センチメートル。県指定有形文化財。なお、五代目喜右衛門は天保13年（1842年）に、夫人は嘉永3年（1850年）に死去しており、夫人の没年が二代広重の襲名以前であることから、初代広重の作であると判断されている。
同じく天保12年頃作成の「鴻ノ台図屏風」は、名所として知られる鴻之台を描いた屏風絵で、広重は鴻之台を画題として錦絵や肉筆画を数多く手がけている。寸法は縦138.2センチメートル、横332.4センチメートル。「鴻ノ台」は現在の千葉県市川市に所在する国府台の旧名で、鴻ノ台から望む富士山を描き、画面左手には遠眼鏡を覗く人々も描かれている。右扇右下に「下総 鴻ノ台図」、その左下に「白文方印 立斎」「朱印方印 廣重」の落款が捺されている。このうち、「白文方印」は初代広重作品には類例が見られず、二代広重以降に多用されることが指摘される。大木家には二代広重の筆による本屏風の下絵も存在している。
幕末には元治元年（1864年）に二代歌川広重が同じく甲府町人に招かれて、弟子を引き連れ道祖神祭礼の幕絵を制作している。大木家には二代広重・門下筆の「雑魚貼交屏風」が伝わっており、二代広重とその弟子である重宣・重清・重次・重晴・重房・重昌・重政らとともに描いた肉筆画46図が貼り混ぜられている。二代広重の落款「喜斎立祥」が見られる。

### 江戸後期の美術資料
七代当主・大木喬命は積極的に芸術家を庇護し展覧会を主催した文化人としても知られ、この頃流行した文人画や南画作品を数多く収集している。喬命は江戸中期に甲府へ進出し酒造業を営んだ近江商人である野口家当主の野口正忠（柿邨）と親しく、美術コレクションの類似性も指摘されており、野口家を通じて南画家の日根対山や三枝雲岱、対山門下の野口小蘋、後に洋画家に転向する中丸精十郎らが大木家にも滞在し作品が残されている。
天龍道人（王瑾、公瑜、渋川虚庵、1718年 - 1810年）は、信濃国下諏訪に住み、南信濃から八ヶ岳一帯にかけて作品が多く分布する。天龍道人は水墨画による葡萄図を多く描いたことから「葡萄和尚」と称された。甲斐国では山県大弐と交流を持ったことでも知られる。大木家には山水図である六曲一隻「山水押絵貼屏風」のほか、四幅の葡萄図が伝わっている。

### 幕末・近代の美術資料

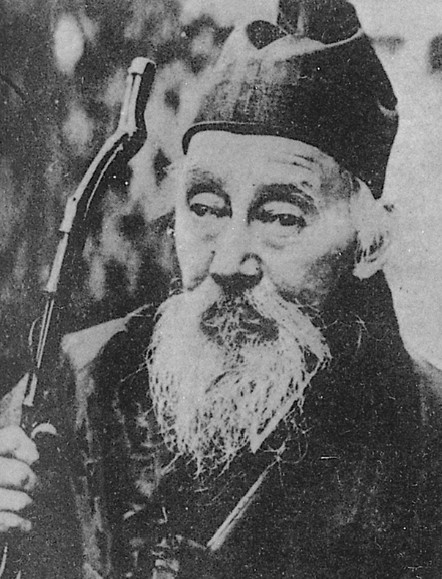
富岡鉄斎

文人画家の富岡鉄斎（1836年1924年）は京都に生まれる。幼少期に石門心学に接し、国学や漢学など様々な学問を学び、長崎で明清画を学ぶと各地を遊歴した。明治後には京都市美術工芸学校（京都市立芸術大学）で教授し、日本南画協会を設立し、1917年（大正6年）には帝室技芸員となる。
鉄斎は1875年（明治8年）・1890年（明治23年）に山梨県を訪れている。鉄斎は野口正忠と親交があり、野口家を拠点として富士山登頂を行ったほか、酒折宮など甲斐の名所・旧跡を訪れた。鉄斎は明治8年の旅では長野県から山梨県へ入っているが、明治23年の旅では東京から八王子まで鉄道を利用し、甲州街道を馬車・徒歩で甲府まで旅している。
野口家の十一屋コレクションには多くの鉄斎作品が含まれており、幕末期からすでに野口家と親交があったと考えられている。野口正忠と六代大木喜右衛門・七代喬命は親交があり、大木家にも鉄斎作品が残されている。『大木家の鉄斎作品では甲州街道の名所・猿橋を描いた「甲斐猿橋図」や「顔真卿図」、「福禄寿図」「貧人図」などが知られる。このうち「福禄寿図」「貧人図」は明治23年の年記が記されているが、いずれも同時期の制作であると考えられている。
木村武山(1876年 - 1942年）は、茨城県笠間市に生まれ南画を学び、上京して川端玉章に師事する。1891年（明治24年）には東京美術学校に入学し、1898年（明治31年）には岡倉天心の創設した日本美術院の副員となり、日本美術院が茨城県五浦に移転されると、横山大観や下村観山、菱田春草らと同行する。大木家には年代不詳（近代）の「白菊図」が伝来している。

### 書・中国の美術資料
また、大木家歴代当主は漢学の素養が高く、尊皇攘夷思想の影響を受けている家風であったことが指摘されている。喬命の時代には山県大弐や頼山陽、梁川星巌らの書が収集されており、明治12年に喬命は県内の民権家と私学校を設立し支那学を教授しており、清朝書画も収集している。

### 茶道関係資料
大木家の美術資料には200点程の茶道具・茶道関係資料が含まれる。
甲州財閥をはじめ明治期の財界人は茶道をたしなみ、数寄者として多くの古美術・茶道具を蒐集した人物が多い。甲州財閥では初代・根津嘉一郎（青山）が茶人でもあり、多くの古美術を蒐集したことで知られる。大木家の当主・喬命も茶人としても知られ、大木家の邸内には「翁姿」と号した茶室も存在した。「翁姿」の扁額は現存していないが、六大・大木喜右衛門時代に大木家に逗留した貫名海屋の筆であったという。また、財界人は古美術の鑑賞以外に財界人同士の交流としても茶会を利用し、喬命は初代・根津嘉一郎とも往復した書簡が存在する。
喬命以前の大木家当主と茶道の関わりは1992年時点で不明とされるが、初代川上不白は日蓮宗徒で、五代・大木喜右衛門時代には身延山久遠寺へ参詣しており、甲斐から見た富士山（裏富士）に関する書画も残しているため、甲府に逗留していた可能性も考えられている。
喬命が茶道をたしなんだため大木家資料には茶道具が多く含まれ、喬命と同時代人である江戸千家初代・川上不白、七世・川上不白（蓮々斎）に関する資料が多い。川上不白は明治後に東京上野花園町（東京都台東区池之端）に居住し、茶室「一円庵」を移築させている。
喬命との交流が始まった時期は不明であるが、大木家に伝わる茶道具の箱書から1893年（明治26年）・1894年（明治27年）頃には交流が生まれていたと考えられている。また、東京で川上不白が居住した地は川上の転居前に蘭方医の牧山修卿が居住しており、川上は牧野宅に仮住まいし牧山と交流があった。さらに、牧山は1871年（明治4年）に甲府病院（現在・山梨県立中央病院）初代院長となっていることから、牧山を通じて大木家とも交流が生まれたとも考えられている。
大木家に伝来する茶杓（ちゃしゃく）二本は初代不白の作。1894年（明治27年）の「茶会記」（大木家文書）の存在から同年に大木家の茶室で行われた茶会で譲られたと考えられている。双方とも毛彫りで、花押が記されている。
茶杓は「亀」「鶴」の二点。「亀」は長さ191センチメートルで、「安永2年（1774年）」の年記と「8月11日」の日付がある。伊豆国熱海（静岡県熱海市）において制作したことが記され、「松に契り岩にちぎてすむかめのいく萬代をゆくすえに見め」の和歌がある。同年に不白は家督を譲り隠居している。「鶴」は長さ194センチメートル、「安永9年（1780年）」の年記が後者が「鶴」と題され、同じく熱海で制作したと記されている。
また、「茶入　銘 ニ王」も初代不白の作。高さ78センチメートル、口径38センチメートル、胴径79センチメートル、底径58センチメートル。底部に初代不白の花押がある。箱書から喬命の時代に七世不白から譲られたと考えられている。

## 大木家の民俗資料
大木家資料のうち民俗資料は1999年（平成11年）に一部整理が行われ、2011年（平成23年）8月に本格的な整理が行われ、目録が作成された（目録は『おふどうと名乗った家 豪商 大木家の350年』展図録に収録）。
大木家の民俗資料は1865件9849点を数え、喬命・喬策時代の明治時代以降の資料が大半を占める。呉服店を営んでいたことから特に多いのが布製品で、売り物であった反物や端布、店員用の半纏や法被、旗などの備品や古着、店の奥の家庭生活で使用された布団、座布団など残存しにくい布製品を多く伝えている。
布製品以外では店で用いられた印鑑や木箱、行李・葛籠などの容器類、看板、和裁用品、調度類など生業関係資料が多く残されている。
また、富裕層であった大木家の特徴を示すステレオスコープなどの趣味・娯楽に関する資料や、雛人形、武者人形など家族のくらしを示す資料も残されている。